# Phyllozelus caeruleus
Phyllozelus caeruleus är en insektsart som beskrevs av Max Beier 1954. Phyllozelus caeruleus ingår i släktet Phyllozelus och familjen vårtbitare. Inga underarter finns listade i Catalogue of Life.